# Filtration de Moy-Prasad
Pour les articles homonymes, voir Moy (homonymie) et Prasad (homonymie).
En mathématiques, la filtration de Moy-Prasad est un ensemble de filtrations d'un groupe réductif p-adique donné et de son algèbre de Lie, définie par Allen Moy et Gopal Prasad. La famille est paramétrée par l'immeuble de Bruhat-Tits ; chaque point de l'immeuble donne une filtration différente. Autrement dit, puisque le terme initial de chaque filtration en un point du bâtiment est le sous-groupe parahorique en ce point, la filtration de Moy-Prasad peut être considérée comme une filtration d'un sous-groupe parahorique d'un groupe réductif.
La principale application de la filtration de Moy-Prasad est la théorie des représentations des groupes p-adiques. On définit grâce à la filtration la profondeur, un nombre rationnel, d'une représentation. Les représentations de la profondeur r peuvent être comprises en étudiant les r-ième sous-groupes de Moy-Prasad. Ces informations conduisent ensuite à une meilleure compréhension de la structure globale des représentations, et par conséquent de la théorie des nombres via le programme de Langlands.
Pour une exposition détaillée des filtrations de Moy-Prasad et des points semi-stables associés, voir le chapitre 13 du livre Bruhat-Tits theory: a new approach de Tasho Kaletha et Gopal Prasad.

## Historique
Dans leurs travaux fondateurs sur la théorie des immeubles, François Bruhat et Jacques Tits ont défini des sous-groupes associés aux fonctions concaves du système de racines. Ces sous-groupes sont un cas particulier des sous-groupes de Moy-Prasad, définis lorsque le groupe est scindé. Moy et Prasad ont alors généralisé la construction de Bruhat-Tits aux groupes quasi-scindés, en particulier aux tores, et d'utiliser ces sous-groupes pour étudier la théorie des représentations du groupe ambiant.

## Exemples
L'algèbre de Lie de {\displaystyle \mathbb {Q} _{p}^{\times }} est {\displaystyle \mathbb {Q} _{p}}, et ses sous-algèbres de Moy-Prasad sont les idéaux non nuls de {\displaystyle \mathbb {Z} _{p}} :

### Groupe multiplicatif
Un autre exemple de groupe réductif p-adique est le groupe général linéaire {\displaystyle {\text{GL}}_{n}(\mathbb {Q} _{p})} ; cet exemple généralise le précédent car {\displaystyle {\text{GL}}_{1}(\mathbb {Q} _{p})=\mathbb {Q} _{p}^{\times }}. Comme {\displaystyle {\text{GL}}_{n}(\mathbb {Q} _{p})} est non-abélien (pour {\displaystyle n\geq 2} ), il comporte une infinité de sous-groupes parahoriques. Un sous-groupe parahorique particulier est {\displaystyle {\text{GL}}_{n}(\mathbb {Z} _{p})}. Les sous-groupes de Moy-Prasad de {\displaystyle {\text{GL}}_{n}(\mathbb {Z} _{p})} sont les sous-groupes d'éléments congrus à l'identité modulo certaines puissances de {\displaystyle p}. Plus précisément, lorsque {\displaystyle r} est un entier positif que nous définissons{\displaystyle (\mathbb {Z} _{p}^{\times })_{r}=1+(p\,\mathbb {Z} _{p})^{r}=\{u\in \mathbb {Z} _{p}^{\times }:u\equiv 1{\bmod {p^{r}}}\}.}Les exemples suivants utilisent les nombres p-adiques {\displaystyle \mathbb {Q} _{p}} et les entiers p-adiques {\displaystyle \mathbb {Z} _{p}}. Un lecteur peu familier avec ces anneaux pourra plutôt remplacer {\displaystyle \mathbb {Q} _{p}} par les nombres rationnels {\displaystyle \mathbb {Q} } et {\displaystyle \mathbb {Z} _{p}} par les entiers {\displaystyle \mathbb {Z} } sans perdre l'idée principale.{\displaystyle (\mathbb {Z} _{p})_{r}=(p\,\mathbb {Z} _{p})^{r}=\{p^{r}a:a\in \mathbb {Z} _{p}\}.}Plus généralement, si {\displaystyle r} est un nombre réel positif, on se ramène au cas entier :{\displaystyle (\mathbb {Z} _{p}^{\times })_{r}:=(\mathbb {Z} _{p}^{\times })_{\lfloor r\rfloor },\qquad (\mathbb {Z} _{p})_{r}:=(\mathbb {Z} _{p})_{\lfloor r\rfloor }}Cet exemple illustre le phénomène général selon lequel, bien que la filtration de Moy-Prasad soit indexée par les réels positifs, la filtration s'altère uniquement sur un sous-ensemble discret et périodique (ci dessus, les entiers naturels).

### Groupe linéaire général
où {\displaystyle {\text{M}}_{n}(\mathbb {Z} _{p})} est l'algèbre des matrices n × n à coefficients dans {\displaystyle \mathbb {Z} _{p}}. L'algèbre de Lie de {\displaystyle {\text{GL}}_{n}(\mathbb {Q} _{p})} est {\displaystyle {\text{M}}_{n}(\mathbb {Q} _{p})}, et ses sous-algèbres de Moy-Prasad sont les espaces de matrices égales à la matrice nulle modulo certaines puissances de {\displaystyle p} ; quand {\displaystyle r} est un entier positif que nous définissons{\displaystyle {\text{GL}}_{n}(\mathbb {Z} _{p})_{r}=1+(p\,{\text{M}}_{n}(\mathbb {Z} _{p}))^{r}=\{u\in {\text{M}}_{n}(\mathbb {Z} _{p}):u\equiv 1{\bmod {p^{r}}}\}.}Dans cet exemple, la filtration de Moy-Prasad sont communément notés {\displaystyle {\text{GL}}_{n}(\mathbb {Q} _{p})_{x,r}} au lieu de {\displaystyle {\text{GL}}_{n}(\mathbb {Z} _{p})_{r}}, où {\displaystyle x} est un point de la construction de {\displaystyle {\text{GL}}_{n}(\mathbb {Q} _{p})} dont le sous-groupe parahorique correspondant est {\displaystyle {\text{GL}}_{n}(\mathbb {Z} _{p}).}{\displaystyle {\text{M}}_{n}(\mathbb {Z} _{p})_{r}=(p\,{\text{M}}_{n}(\mathbb {Z} _{p}))^{r}=\{u\in {\text{M}}_{n}(\mathbb {Z} _{p}):u\equiv 0{\bmod {p^{r}}}\}.}Enfin, comme précédemment, si {\displaystyle r} est un nombre réel positif, on pose :{\displaystyle {\text{GL}}_{n}(\mathbb {Z} _{p})_{r}:={\text{GL}}_{n}(\mathbb {Z} _{p})_{\lfloor r\rfloor },\qquad {\text{M}}_{n}(\mathbb {Z} _{p})_{r}:={\text{M}}_{n}(\mathbb {Z} _{p})_{\lfloor r\rfloor }}Soit {\displaystyle G} un {\displaystyle k}-groupe réductif, {\displaystyle r\geq 0}, et {\displaystyle x} un point de l'immeuble de Bruhat-Tits de {\displaystyle G}. Le {\displaystyle r}-ième sous-groupe de Moy-Prasad de {\displaystyle G(k)} en {\displaystyle x} est noté {\displaystyle G(k)_{x,r}}. De même, la {\displaystyle r}-ème sous-algèbre de Moy-Prasad Lie de {\displaystyle {\mathfrak {g}}} en {\displaystyle x} est noté {\displaystyle {\mathfrak {g}}_{x,r}} ; c'est un {\displaystyle {\mathcal {O}}_{k}}-module libre, et même un réseau. (En fait, l'algèbre de Lie {\displaystyle {\mathfrak {g}}_{x,r}} peut également être définie lorsque {\displaystyle r<0}, bien que le groupe {\displaystyle G(k)_{x,r}} ne puisse pas l'être.)

## Propriétés
Bien que la filtration de Moy-Prasad soit couramment utilisée pour étudier la théorie des représentations des groupes p-adiques, on peut construire des sous-groupes de Moy-Prasad sur n'importe quel corps hensélien de valuation discrète {\displaystyle k}, et pas seulement sur un corps local non archimédien. Dans cette section et les suivantes, nous supposerons donc que le corps de base {\displaystyle k} est hensélien de valuation discrète et {\displaystyle {\mathcal {O}}_{k}} son anneau d'entiers. Néanmoins, le lecteur est invité à supposer, par souci de simplicité, que {\displaystyle k=\mathbb {Q} _{p}}, de sorte que {\displaystyle {\mathcal {O}}_{k}=\mathbb {Z} _{p}}.
Une propriété fondamentale de la filtration de Moy-Prasad est qu'elle est décroissante : si {\displaystyle r\leq s} alors {\displaystyle {\mathfrak {g}}_{x,r}\supseteq {\mathfrak {g}}_{x,s}} et {\displaystyle G(k)_{x,r}\supseteq G(k)_{x,s}}. On définit :
Sous certaines hypothèses techniques sur {\displaystyle G}, une propriété importante supplémentaire est satisfaite. Par la propriété du sous-groupe du commutateur, le quotient {\displaystyle G(k)_{x,r:s}} est abélien si {\displaystyle r\leq s\leq 2r}. Dans ce cas il existe un isomorphisme canonique {\displaystyle {\mathfrak {g}}_{x,r:s}\cong G(k)_{x,r:s}}, appelé isomorphisme Moy-Prasad . L'hypothèse technique nécessaire pour que l'isomorphisme Moy-Prasad existe est que {\displaystyle G} être apprivoisé, c'est-à-dire que {\displaystyle G} se divise sur une extension docilement ramifiée du champ de base {\displaystyle k}. Si cette hypothèse est violée alors {\displaystyle {\mathfrak {g}}_{x,r:s}} et {\displaystyle G(k)_{x,r:s}} ne sont pas nécessairement isomorphes. {\displaystyle G(k)_{x,r+}:=\bigcup _{s>r}G(k)_{x,s},\qquad {\mathfrak {g}}_{x,r+}:=\bigcup _{s>r}{\mathfrak {g}}_{x,s}.}Cette convention n'est qu'un raccourci de notation car pour tout {\displaystyle r}, il existe {\displaystyle \varepsilon >0} tel que {\displaystyle {\mathfrak {g}}_{x,r+}={\mathfrak {g}}_{x,r+\varepsilon }} et {\displaystyle G(k)_{x,r+}=G(k)_{x,r+\varepsilon }}.
La filtration de Moy-Prasad satisfait aux propriétés supplémentaires suivantes.
- Un saut dans la filtration de Moy-Prasad est défini par un indice {\displaystyle r} tel que {\displaystyle G(k)_{x,r+}\neq G(k)_{x,r}}. L'ensemble des sauts est discret et dénombrable.
- Si {\displaystyle r\leq s}, alors {\displaystyle G(k)_{x,s}} est un sous-groupe normal de {\displaystyle G(k)_{x,r}} et {\displaystyle {\mathfrak {g}}_{x,s}} est un idéal de {\displaystyle {\mathfrak {g}}_{x,r}}. On note parfois le groupe quotient {\displaystyle G(k)_{x,r:s}:=G(k)_{x,r}/G(k)_{x,s}} et l'algèbre quotient {\displaystyle {\mathfrak {g}}_{x,r:s}:={\mathfrak {g}}_{x,r}/{\mathfrak {g}}_{x,s}}.
- Le quotient {\displaystyle G(k)_{x,0:0+}} est un groupe réductif sur le corps résiduel de {\displaystyle {\mathcal {O}}_{k}}, à savoir le quotient réductif maximal de la fibre spécial du {\displaystyle {\mathcal {O}}_{k}}-groupe donné par le parahorique {\displaystyle G(k)_{x,0}}. En particulier, si {\displaystyle k} est un corps local non-archimédien (e.g. {\displaystyle \mathbb {Q} _{p}}) alors ce quotient est un groupe fini de type Lie.
- {\displaystyle [G(k)_{x,r},G(k)_{x,s}]\subseteq G(k)_{x,r+s}} et {\displaystyle [{\mathfrak {g}}_{x,r},{\mathfrak {g}}_{x,s}]\subseteq {\mathfrak {g}}_{x,r+s}}; ici le premier crochet est le commutateur et le second le crochet de Lie.
- Pour tout automorphisme {\displaystyle \theta } de {\displaystyle G} on a {\displaystyle \theta (G(k)_{x,r})=G(k)_{\theta (x),r}} et {\displaystyle {\text{d}}\theta ({\mathfrak {g}}_{x,r})={\mathfrak {g}}_{\theta (x),r}}, où {\displaystyle {\text{d}}\theta } est la dérivée de {\displaystyle \theta }.
- Pour tout uniformisante {\displaystyle \varpi } de {\displaystyle k} on a {\displaystyle \varpi {\mathfrak {g}}_{x,r}={\mathfrak {g}}_{x,r+1}}.

Sous certaines hypothèses techniques sur {\displaystyle G}, une propriété importante supplémentaire est satisfaite. Le quotient {\displaystyle G(k)_{x,r:s}} est abélien si {\displaystyle r\leq s\leq 2r}. Dans ce cas il existe un isomorphisme canonique {\displaystyle {\mathfrak {g}}_{x,r:s}\cong G(k)_{x,r:s}}, dit isomorphisme Moy-Prasad. L'hypothèse technique nécessaire pour que l'isomorphisme de Moy-Prasad existe est que {\displaystyle G} soit modéré, c'est-à-dire que {\displaystyle G} se scinde sur une extension modérément ramifiée du corps de base {\displaystyle k}. Sans cette hypothèse, {\displaystyle {\mathfrak {g}}_{x,r:s}} et {\displaystyle G(k)_{x,r:s}} ne sont pas nécessairement isomorphes.

## Profondeur d'une représentation
La filtration de Moy-Prasad peut être utilisée pour définir un invariant numérique important d'une représentation lisse {\displaystyle (\pi ,V)} de {\displaystyle G(k)}, la profondeur de la représentation : c'est le plus petit nombre {\displaystyle r} tel qu'il existe {\displaystyle x} dans l'immeuble de {\displaystyle G}, et un vecteur non nul de {\displaystyle V} qui est fixé par {\displaystyle G(k)_{x,r+}}.
À la suite de l'article définissant leur filtration, Moy et Prasad ont prouvé un théorème de structure pour les représentations supercuspidales de profondeur nulle. Soit {\displaystyle x} un point dans une face minimale de la construction de {\displaystyle G} ; c'est-à-dire que le sous-groupe parahorique {\displaystyle G(k)_{x,0}} est parahorique maximal. Le quotient {\displaystyle G(k)_{x,0:0+}} est un groupe fini de type de Lie. Soit {\displaystyle \tau } être l'induction à {\displaystyle G(k)_{x,0}} d'une représentation cuspidale au sens de Harish-Chandra (voir aussi Théorie de Deligne-Lusztig) de ce quotient. Le groupe parahorique {\displaystyle G(k)_{x,0}} est un sous-groupe normal d'indice fini du stabilisateur {\displaystyle G(k)_{x}} de {\displaystyle x} dans {\displaystyle G(k)}. Soit {\displaystyle \rho } être une représentation irréductible de {\displaystyle G(k)_{x}} dont la restriction à {\displaystyle G(k)_{x,0}} contient {\displaystyle \tau } comme sous-représentation. Alors l’induction compacte de {\displaystyle \rho } à {\displaystyle G(k)} est une représentation supercuspidale de profondeur nulle. De plus, chaque représentation supercuspidale de profondeur nulle est isomorphe à l’une de cette forme.
Dans le cas modéré, la correspondance de Langlands locale devrait préserver la profondeur, où la profondeur d'un paramètre L est définie en utilisant la filtration (en indice supérieur) sur le groupe de Weil.

## Construction
Même si nous avons défini {\displaystyle x} comme étant dans l'immeuble étendu de {\displaystyle G}, il s'avère que le sous-groupe de Moy-Prasad {\displaystyle G(k)_{x,r}} ne dépend que de l'image de {\displaystyle x} dans l'immeuble réduit.
La description suivante de la construction fait suite à l'article de Yu sur les modèles lisses.

### Tores
Puisque les tores algébriques constituent une classe particulière de groupes réductifs, la théorie de la filtration de Moy-Prasad s'applique à eux. Il s’avère que la construction des sous-groupes de Moy-Prasad pour un groupe réductif général repose sur la construction de tores. Nous commençons donc par discuter du cas où {\displaystyle G=T} est un tore. Puisque l'immeuble réduit d'un tore est un point, il n’y a qu'un seul choix pour {\displaystyle x}, et donc nous écrirons {\displaystyle T(k)_{r}:=T(k)_{x,r}}.
D'abord, considérons le cas particulier où {\displaystyle T} est la restriction de Weil de {\displaystyle \mathbb {G} _{\text{m}}} le long d'une extension finie séparable {\displaystyle \ell } de {\displaystyle k}, de sorte que {\displaystyle T(k)=\ell ^{\times }}. Dans ce cas, nous définissons {\displaystyle T(k)_{r}} comme l'ensemble des {\displaystyle a\in \ell ^{\times }} tels que{\displaystyle {\text{val}}_{k}(x-1)\geq r}, où {\displaystyle {\text{val}}_{k}:\ell \to \mathbb {R} } est l’unique extension de la valorisation de {\displaystyle k} à {\displaystyle \ell }.
Un tore est dit induit s’il est le produit direct d’un nombre fini de tores de la forme considérée au paragraphe précédent. Le {\displaystyle r}-ième sous-groupe de Moy-Prasad d’un tore induit est défini comme le produit du {\displaystyle r}-ième sous-groupe de Moy-Prasad de ces facteurs.
Deuxièmement, considérons le cas où {\displaystyle r=0} mais {\displaystyle T} est un tore arbitraire. Ici le sous-groupe de Moy-Prasad {\displaystyle T(k)_{0}} est défini comme les points entiers du modèle de Néron de {\displaystyle T}. Cette définition coïncide avec celle donnée précédemment lorsque {\displaystyle T} est un tore induit.
Il s’avère que tout tore peut être inclus dans un tore induit. Pour définir les sous-groupes de Moy-Prasad d'un tore général {\displaystyle T}, nous choisissons un plongement de {\displaystyle T} dans un tore induit {\displaystyle S} et poser {\displaystyle T(k)_{r}:=T(k)_{0}\cap S(k)_{r}}. Cette construction est indépendante du choix du tore induit et du plongement.

### Groupes réductifs
Par souci de simplicité, nous décrirons d’abord la construction du sous-groupe de Moy-Prasad {\displaystyle G(k)_{x,r}} dans le cas où {\displaystyle G} est scindé. Ensuite, nous commenterons la définition générale.
Soit {\displaystyle T}  un tore scindé maximal de {\displaystyle G} dont l'appartement contient {\displaystyle x}, et {\displaystyle \Phi } le système racine de {\displaystyle G} par rapport à {\displaystyle T}.
Pour chaque {\displaystyle \alpha \in \Phi }, soit {\displaystyle U_{\alpha }}  le sous-groupe de racines de {\displaystyle G} par rapport à {\displaystyle \alpha }. En tant que groupe abstrait {\displaystyle U_{\alpha }} est isomorphe à {\displaystyle \mathbb {G} _{\text{a}}}, de façon non-canonique. Le point {\displaystyle x} détermine, pour chaque racine {\displaystyle \alpha }, une valuation additive {\displaystyle v_{\alpha ,x}:U_{\alpha }(k)\to \mathbb {R} }. Nous définissons {\displaystyle U_{\alpha }(k)_{x,r}:=\{u\in U_{\alpha }(k):v_{\alpha ,x}(u)\geq r\}}.
Enfin, le sous-groupe de Moy-Prasad {\displaystyle G(k)_{x,r}} est défini comme le sous-groupe de {\displaystyle G(k)} générés par les sous-groupes {\displaystyle U_{\alpha }(k)_{x,r}} pour {\displaystyle \alpha \in \Phi } et le sous-groupe {\displaystyle T(k)_{r}}.
Si {\displaystyle G} n'est pas scindé, alors le sous-groupe de Moy-Prasad {\displaystyle G(k)_{x,r}} est défini par une descendance non ramifiée du cas quasi-scindé, une astuce standard dans la théorie de Bruhat-Tits. Plus précisément, on généralise d’abord la définition des sous-groupes Moy-Prasad donnée ci-dessus au cas où {\displaystyle G} n'est que quasi-divisé, à l'aide du système de racines relatif. À partir de là, le sous-groupe de Moy-Prasad peut être défini en passant à l'extension non ramifiée maximale {\displaystyle k^{\text{nr}}} de {\displaystyle k}, un corps sur lequel tout groupe réductif, et en particulier {\displaystyle G}, est quasi-scindé. On descent à {\displaystyle k} en prenant les points fixes de ce groupe de Moy-Prasad sous le groupe de Galois de {\displaystyle k^{\text{nr}}} sur {\displaystyle k}.

### Algèbres de Lie
Soit {\displaystyle {\mathfrak {g}}} l'algèbre de Lie de {\displaystyle G}. Dans une procédure similaire à celle des groupes réductifs, à savoir en définissant les filtrations de Moy-Prasad sur l'algèbre de Lie d'un tore et l'algèbre de Lie d'un groupe de racine, on peut définir les algèbres de Lie de Moy-Prasad {\displaystyle {\mathfrak {g}}_{x,r}} de {\displaystyle {\mathfrak {g}}} ; ce sont des {\displaystyle {\mathcal {O}}_{k}}-réseaux du {\displaystyle k}-espace vectoriel {\displaystyle {\mathfrak {g}}}. Quand {\displaystyle r\geq 0}, il se trouve que {\displaystyle {\mathfrak {g}}_{x,r}} est juste l'algèbre de Lie du {\displaystyle {\mathcal {O}}_{k}}-schéma en groupe {\displaystyle G_{x,r}}.

### Ensemble d'indices
Nous avons défini la filtration de Moy-Prasad au point {\displaystyle x} indicé par l'ensemble {\displaystyle \mathbb {R} } de nombres réels. Il est courantt d'étendre légèrement l'ensemble d'indexation, à l'ensemble {\displaystyle {\widetilde {\mathbb {R} }}} composé de {\displaystyle \mathbb {R} } et symboles formels {\displaystyle r+} avec {\displaystyle r\in \mathbb {R} }. L'élément {\displaystyle r+} est considéré comme étant infinitésimalement plus grand que {\displaystyle r}, et la filtration est étendue à ce cas en définissant {\displaystyle G(k)_{x,r+}:=\bigcup _{s>r}G(k)_{x,s}}.